# Ercheu
Ercheu (picardisch: Èrchu) ist eine nordfranzösische Gemeinde mit 754 Einwohnern (Stand 1. Januar 2022) im Département Somme in der Region Hauts-de-France. Die Gemeinde liegt im Arrondissement Montdidier und gehört zum Kanton Roye.

## Toponymie
Die Bezeichnung Ercheu wird auf den lateinischen Begriff "Arx" (988 : Arceium) zurückgeführt.

## Geographie
Ercheu liegt rund 7,5 km südlich von Nesle und 13 km östlich von Roye und erstreckt sich über den Canal du Nord hinaus bis zum Petit Ingon, der in der Nachbargemeinde Libermont (Département Oise) entspringt. Der Scheiteltunnel "Souterrain de Panneterie" des Canal du Nord liegt außerhalb des Gemeindegebiets, ist aber nach der in Ercheu gelegenen Ferme La Panneterie benannt.
In der heutigen schlossartigen Ferme Lannoy wird im 14. Jahrhundert ein Kloster Notre-Dame genannt.

## Geschichte
In Ercheu lag ein merowingischer Friedhof. Seit 1120 bestand ein Leprosenhaus. Außerdem bestand ein festes Haus.
Im Ersten Weltkrieg wurde der Ort zerstört. Die Gemeinde erhielt als Auszeichnung das Croix de guerre 1914–1918.
Die früheren Ortschaften Bessancourt, Ramecourt und Wailly-lès-Ercheu sind abgegangen.

## Einwohner
| 1962 | 1968 | 1975 | 1982 | 1990 | 1999 | 2006 | 2010 |
| ---- | ---- | ---- | ---- | ---- | ---- | ---- | ---- |
| 720  | 576  | 601  | 648  | 709  | 704  | 780  | 805  |

## Verwaltung
Bürgermeister (Maire) ist seit 2008 Eric Bertout.

## Galerie

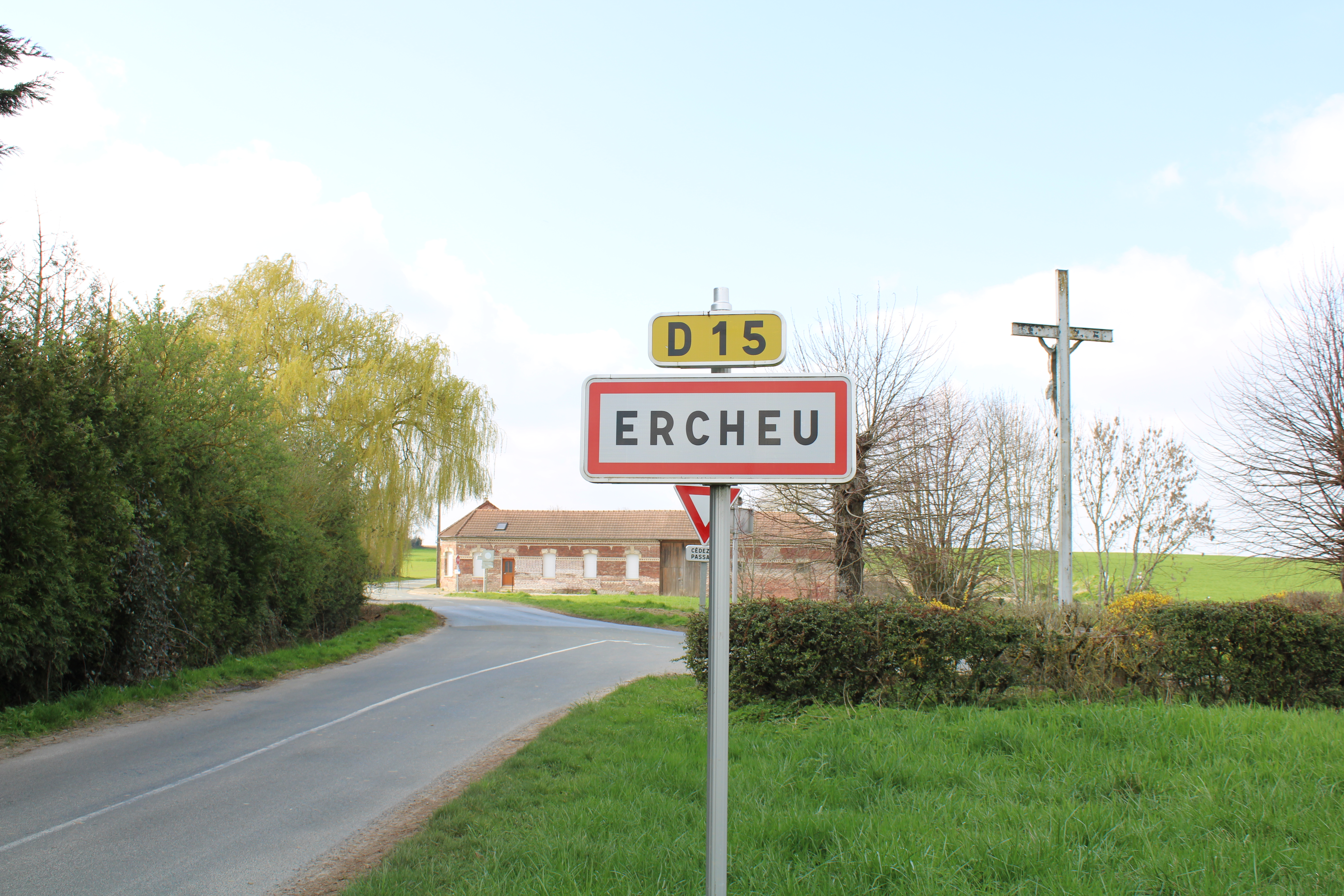
Eingang zum Dorf
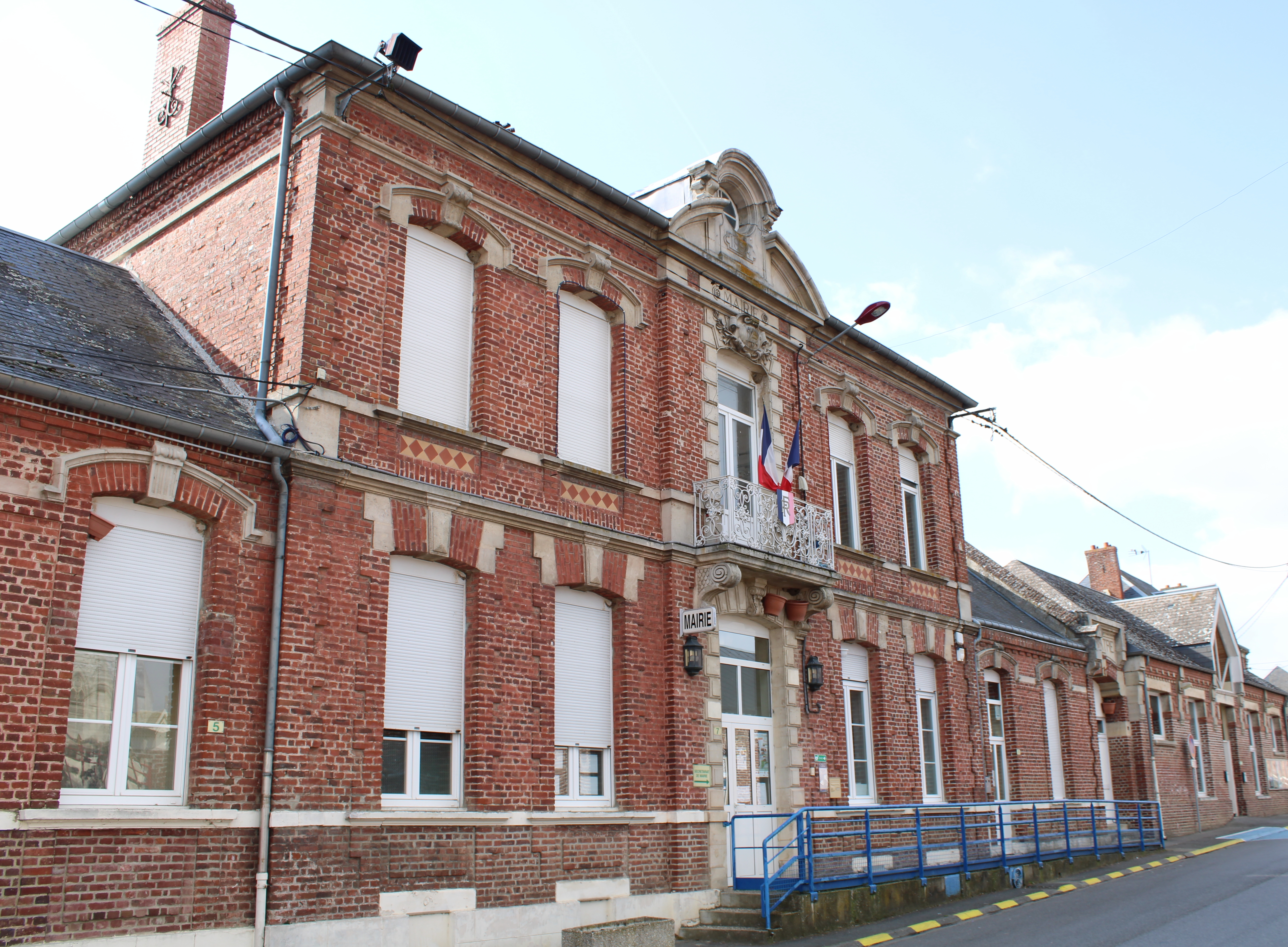
Das Rathaus
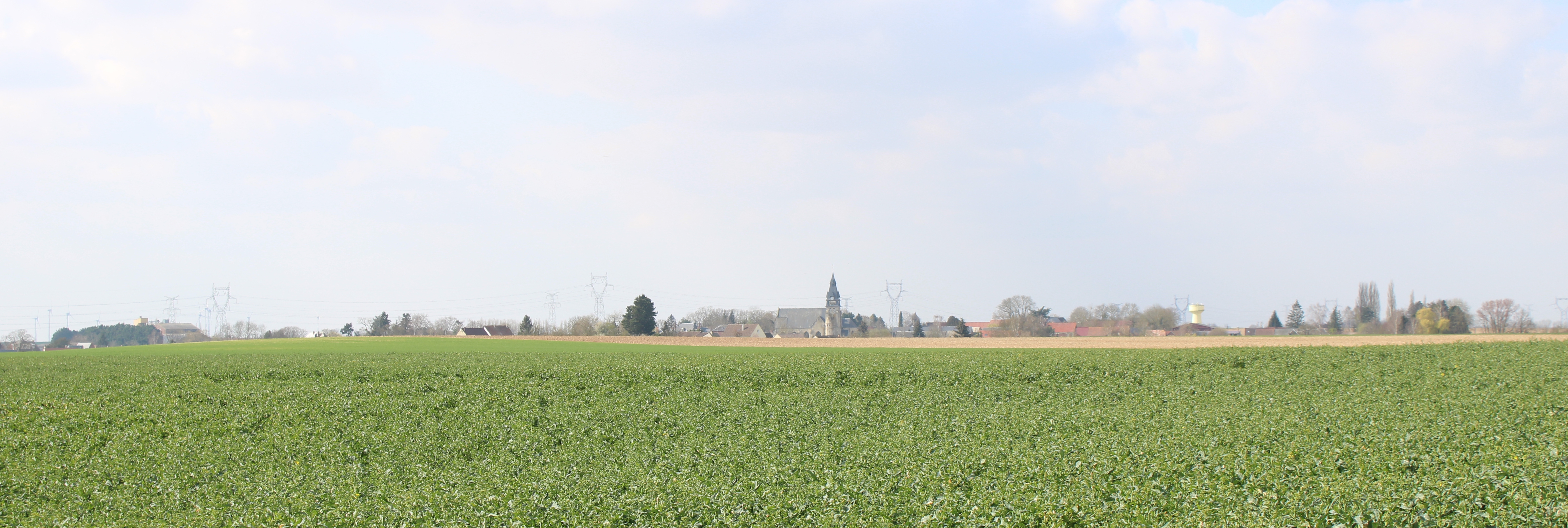
Das Panorama
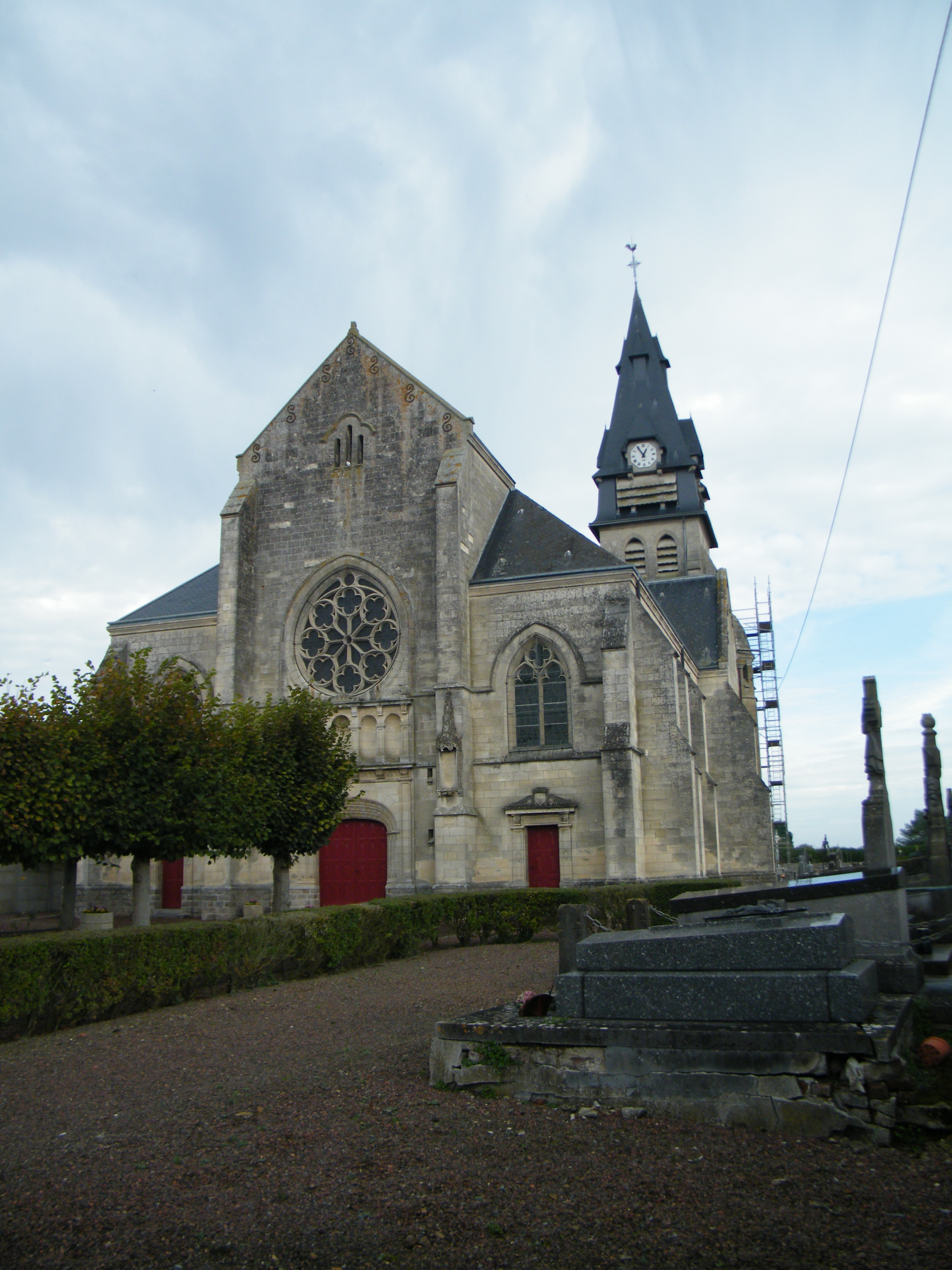
Die Kirche
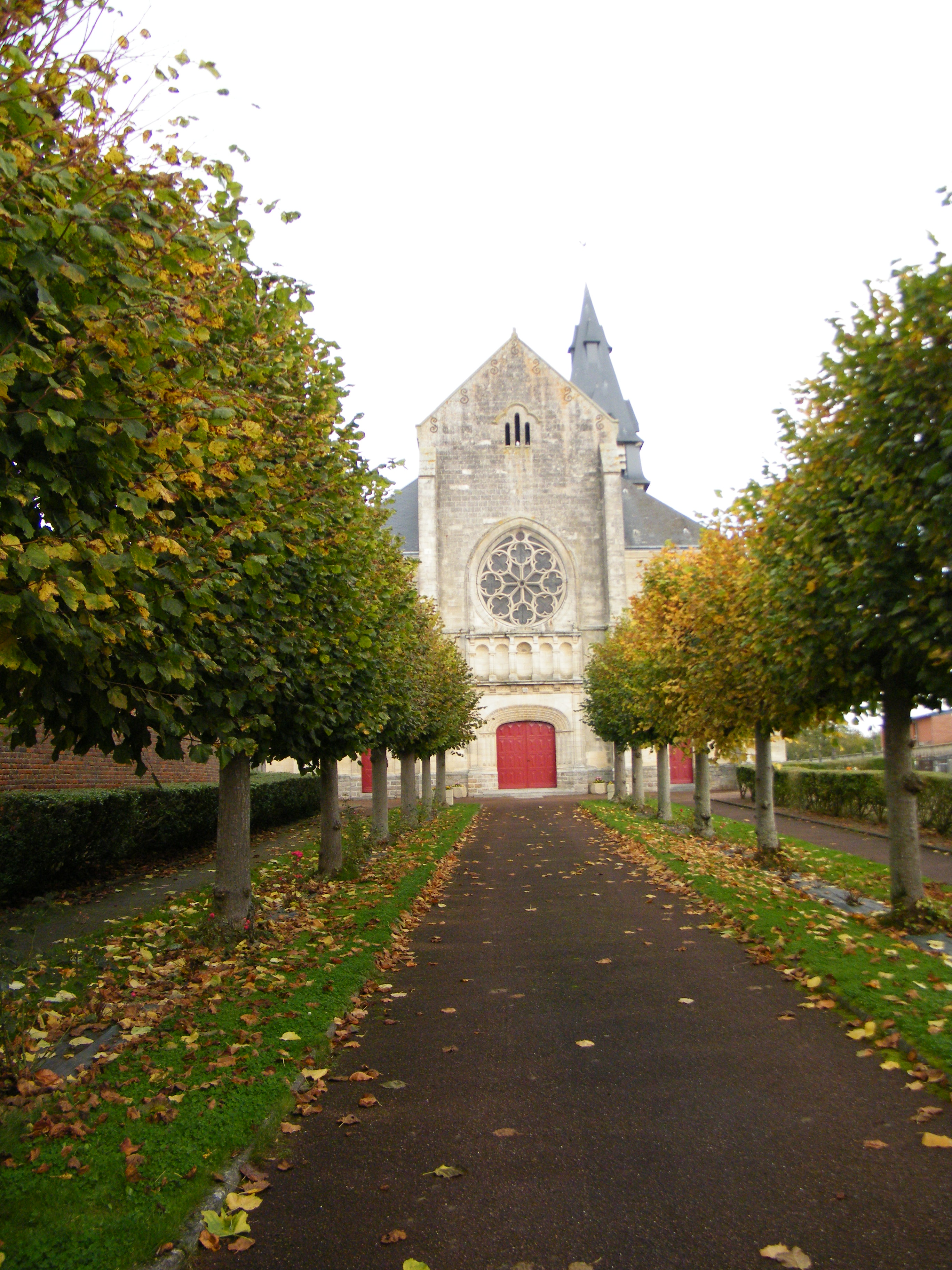
Die Kirche, Vorderansicht

## Sehenswürdigkeiten
- Kirche Saint-Médard

## Persönlichkeiten
- Marie-Médard-Stanislas Dufour (1779–1862), Ritter der Ehrenlegion, in Ercheu geboren.